# Бигонцетти, Мауро
Мауро Бигонцетти (итал. Mauro Bigonzetti) — современный итальянский танцовщик (до 1993), хореограф (с 1990) и театральный режиссёр. Солист балетной труппы Римского оперного театра и театра Aterballetto, штатный хореограф Тосканского балета и Aterballetto, художественный директор Aterballetto в 1997—2008 годах. Как хореограф сотрудничал также с Английским национальным балетом, Штутгартским балетом, Государственным балетом Берлина, Марсельским национальным балетом, труппой «Нью-Йорк Сити балет» и балетной труппой «Ла Скала».

## Биография
Окончил балетную школу Римского оперного театра, после чего присоединился к труппе этого театра, в которой выступал как солист. С 1982 по 1993 год выступал в труппе Aterballetto. Как хореограф работал с 1990 года; первая же постановка Бигонцетти, Sei in movimento на музыку Баха, включена в репертуар Римского оперного театра. В начале 1990-х годов активно сотрудничал с Тосканским балетом, для которого, в частности, в 1991 году поставил балет «Магистраль» (англ. Turnpike), также на музыку Баха, созданный под впечатлением от американских хайвеев. В 1993 году для этой же труппы поставил полноразмерный балет Mediterranea, источником вдохновения для которого послужили культуры народов Средиземноморья. Этот спектакль оказался настолько успешным, что стал «визитной карточкой» Тосканского балета.
Международный дебют Бигонцетти состоялся в 1994 году со спектаклем X. N. Tricities, поставленным для Английского национального балета. Для этой же труппы год спустя поставил балет «Симфонические танцы» (англ. Symphonic Dances, на музыку одноименного произведения Рахманинова). В 1997 году занял пост художественного директора труппы Aterballetto, на котором оставался до 2008 года. В первый же год в новой должности подготовил постановку шести балетов, в том числе Persephassa на музыку Я. Ксенакиса, Furia Corporis на музыку Бетховена и Comoedia — первую часть трилогии по мотивам «Божественной комедии», которую завершил в 2000 году. После ухода с поста художественного директора сохранил за собой должность постоянного хореографа Aterballetto. Сотрудничал также с такими труппами как Штутгартский балет, Государственный балет Берлина, Марсельский национальный балет (в том числе со спектаклем «Караваджо» в 2008 году), Аргентинский балет и «Нью-Йорк Сити балет» (в том числе с постановкой 2008 года Oltramare на музыку Бруно Моретти).
В январе 2016 года занял должность директора балетной труппы «Ла Скала» после того, как предыдщий директор Махар Вазиев перешёл на работу в московский Большой театр. Однако уже в октябре 2016 года руководство театра приняло решение расстаться с Бигонцетти, официально из-за сильных болей в спине, от которых хореограф страдал с весны, однако Dance Magazine указывает на трения между Бигонцетти и артистами «Ла Скалы», а также слишком современный характер репертуара, который он начал вводить на новом посту.

## Творческий стиль
«Оксфордский словарь танца» отмечает, что Бигонцетти в своей хореографии тяготеет к абстрактным формам. Хотя его постановки имеют классические корни, создаваемые им партии могут требовать от танцоров работы на пределе физических возможностей.